# Полохачівка
Полохачівка — річка в Україні, у Овруцькому районі Житомирської області, права притока Звінки (басейн Прип'яті).

## Опис
Довжина річки 10 км., похил річки — 4,9 м/км. Формується з багатьох безіменних струмків та 1 водойми. Площа басейну 50,1 км².

## Розташування
Бере початок на околиці села Скребеличі. Тече переважно на північний схід у межах сіл Покалів та Полохачів. На півдні від села Дівошин впадає в річку Звінка, притоку річки Ясенець.

## Риби Полохачівки
У річці водяться пічкур, плітка звичайна, бистрянка звичайна та верховодка звичайна.